# Izilo
Pour les articles homonymes, voir CTRL.
Izilo, connu sous l’appellation de Compagnie de transport de la région lorientaise et abrégée en CTRL jusqu'en 2023, est un service de transport en commun organisé par Lorient Agglomération, l'autorité organisatrice de la mobilité de l'agglomération de Lorient, desservant l'ensemble de son territoire. Il se compose de 28 lignes régulières et de 4 lignes navales. Le réseau est exploité par délégation de service public à RD Lorient Agglomération (faisant partie de RATP Dev), et certaines lignes sont sous-traitées à Transdev CTM, Rougé, Kerjan et Bretagne Sud Autocars, tandis que les liaisons maritimes sont sous-traités aux Bateaux-bus de la Rade de Lorient, filiale de Finist'mer. Le réseau dessert actuellement les 25 communes de Lorient Agglomération, soit un peu plus de 200 000 habitants. Une des particularités de ce réseau est qu'il s'étend également sur la mer, pour relier les deux rives que sépare la rade de Lorient, ainsi que d'effectuer des dessertes internes à l'île de Groix.

## Historique

### Avant la CTRL

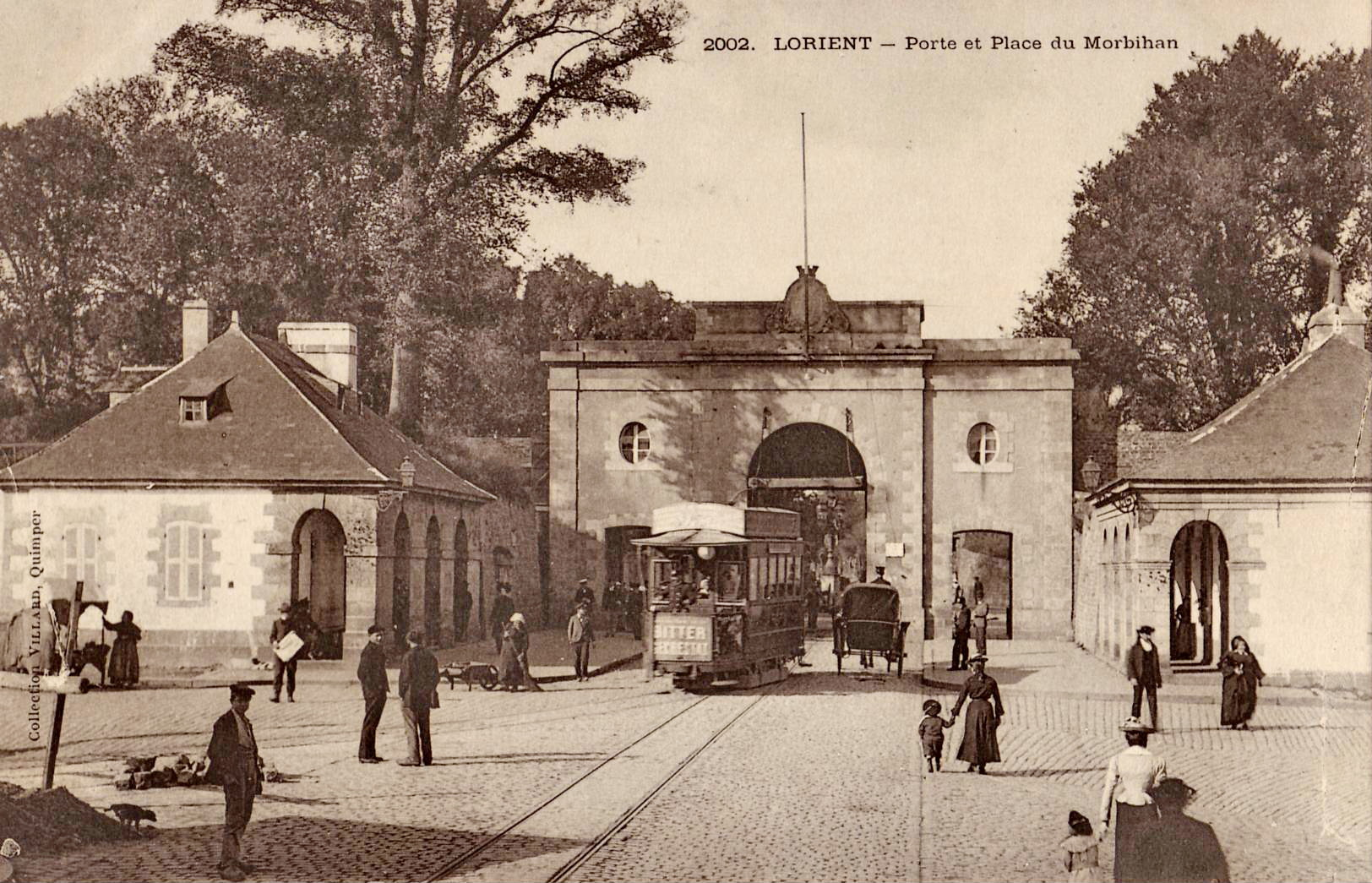
Tramway

Le premier service de transport en commun a été le tramway, apparu en 1899 à Lorient. Le réseau s'est développé également dans les villes limitrophes de Lorient. Cependant, les tramways sont remplacés d'année en année par des bus. Dès septembre 1932, des bus sont mis en service entre Lorient et Hennebont. Dans les années qui ont suivi, chaque ligne de tramways a été remplacée par des lignes de bus, jusqu'au 4 avril 1940. À cette date, un décret confirmant le déclassement du réseau de tramway au profit d’un réseau d’autobus a été signé.
En 1973 est créé un SIVOM regroupant Lorient, Lanester, Ploemeur, Caudan, Larmor-Plage et Quéven, soit 122 000 habitants.

### Naissance de la CTRL
En 1975 la CTL devient la CTRL et le versement transport est mis en place, tandis qu'un contrat de cinq ans est signé avec le ministère des transports sur le développement du réseau.
L'année 1979 voit la mise en place de l’axe piétons/bus dans le centre-ville de Lorient, suivi l'année suivante de la cellule de médiation, d'information et de service qui sert d'interlocuteur entre les habitants et la CTRL.
Le nouveau dépôt de bus de Lorient ouvre en 1982. La Gare d'échanges, aujourd'hui nœud important du réseau, ouvre en 1989. L'année suivante, le SIVOM devient le District de Lorient et les communes de Gestel, Pont-Scorff, Hennebont et Inzinzac-Lochrist rejoignent les autres communes membres, pour un total de 150 000 habitants. Les services Nautibus (tour de rade …) et Surfybus (bus de la plage) sont mis en place la même année.
L'année 1993 voit la mise en place du Système d'aide à l'exploitation (SAE), qui permet le suivi des bus et qui est couplé à un système radio. En 1996 le District s'agrandit avec les communes de Brandérion, Cléguer, Gâvres, Groix, Port-Louis et Riantec, soit 16 communes et 179 000 habitants. L'année suivante le réseau est restructuré et les liaisons maritimes, opérées jusqu'alors par le conseil général, sont reprises par le District.

### Le réseau à l'heure de la communauté d'agglomération

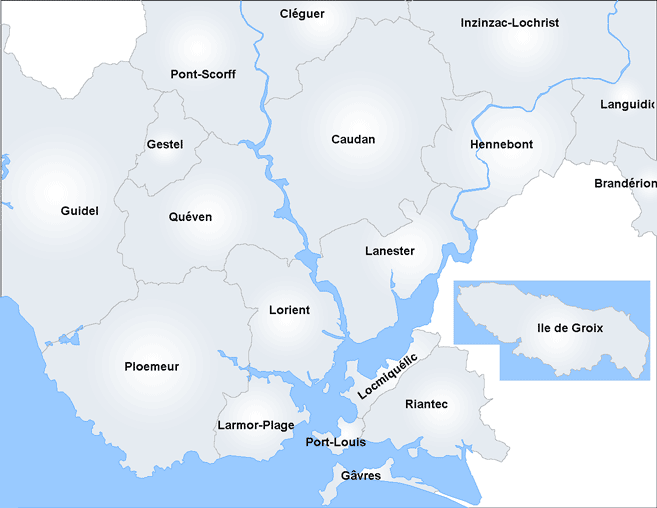
La communauté d'agglomération de Lorient avant son extension de 2014.

Ancien logo CTRL

Le 1er janvier 2000, le District devient la communauté d’agglomération du Pays de Lorient (Cap L'Orient), à laquelle la commune de Languidic adhère, soit 185 000 habitants.
Création en juin 2001 de la Boutique de Transports et déplacements dans le centre-ville de Lorient et en janvier 2002 c'est au tour de Locmiquélic de rejoindre Cap l'Orient, avec l'intégration des liaisons maritimes vers Pen-Mané et Sainte Catherine. Fin-2002, le SAE est modernisé avec un système de suivi GPS.
L'année 2006, est marquée par le début des travaux du Triskell, un système de transport en commun en site propre qui a pour but d'améliorer le réseau de transport en commun. Le 4 septembre, le réseau est restructuré sur les communes de Gâvres, Locmiquélic, Port-Louis et Riantec.

### Le réseau à l'heure de Triskell

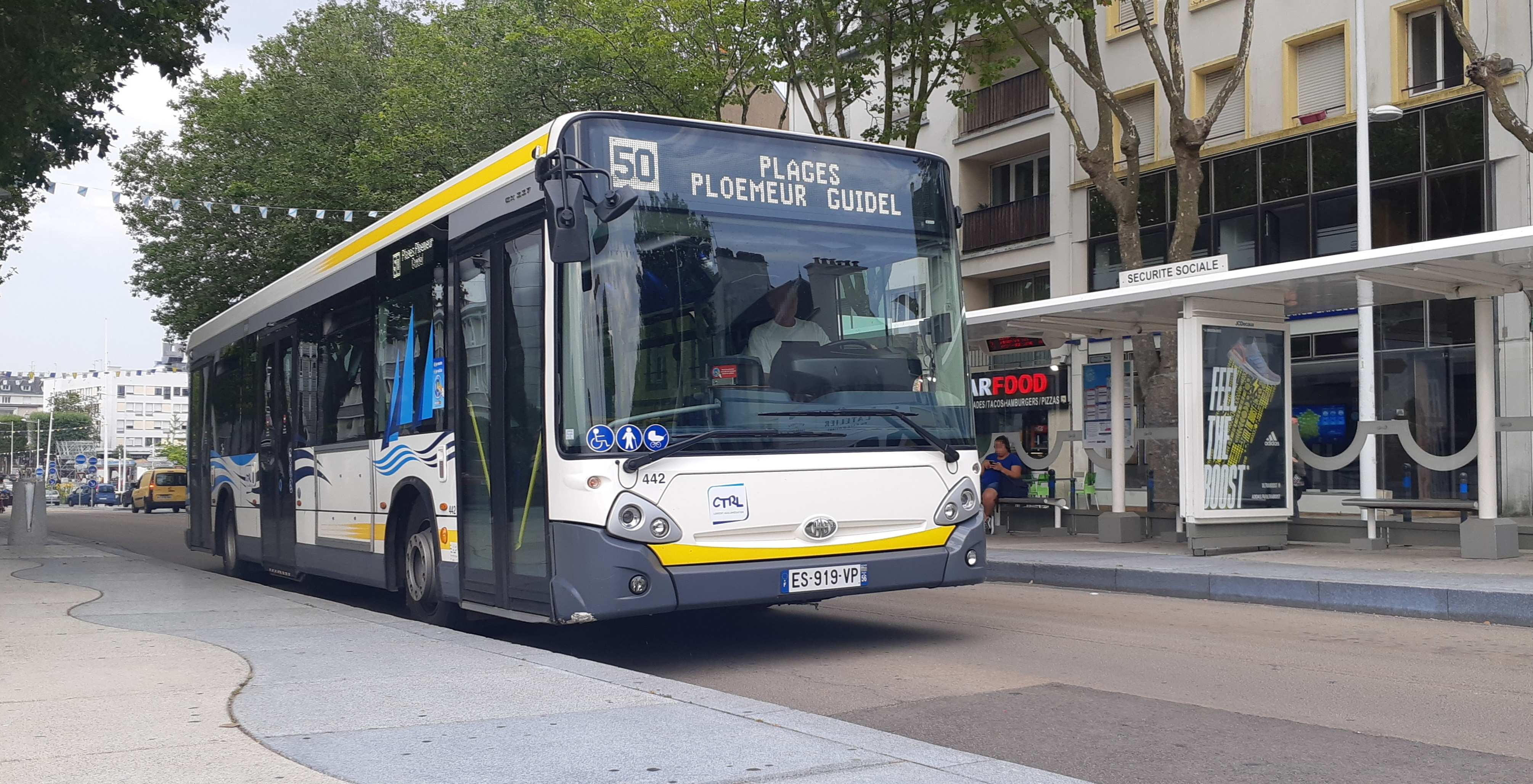
Heuliez GX 337 après la restructuration sur la ligne 50 (estivale) sur le tracé du Triskell à l'arrêt Sécurité Sociale

Le 3 septembre 2007 à la suite de la mise en place de la phase I du Triskell, le réseau est profondément restructuré.
Mise en place le 3 décembre 2012 de la carte de transport KorriGo, la même année Cap l'Orient devient Lorient Agglomération.
Le 1er janvier 2014, la communauté de communes de la région de Plouay fusionne avec Lorient Agglomération pour former une agglomération à 25 communes. Les nouvelles communes sont desservies en septembre 2014.
Le 16 décembre 2014 marque le début des travaux de la seconde phase de Triskell, nommé « Triskell 2017 » sur la commune de Quéven.
Le 1er janvier 2018, RATP Dev devient pour cinq ans le nouveau délégataire du réseau, à travers sa filiale RD Lorient Agglomération et l'agglomération rachète l'ensemble des navires transrades et a intégré ces liaisons dans la délégation de service public du réseau CTRL.

Logo entre 2014 et 2023

Un nouveau réseau de bus voit le jour le 7 janvier 2019, avec pour objectif de simplifier son organisation et de le rendre plus attractif auprès de la population, et de limiter les bus traversant toute l'agglomération à vide ; ainsi une organisation en cinq familles de lignes est créée ce qui permettrait d'économiser un million de kilomètres/bus sur les 8,5 parcourus chaque année, :
- Cinq lignes structurantes (rajout de la ligne T5 à partir de septembre 2024) « Triskell », assurant 60 % du trafic et desservant principalement la première couronne dans un rayon de six kilomètres autour de Lorient ainsi que les communes d'Hennebont et d'Inzinzac-Lochrist, tous les jours avec une amplitude horaire de 5 h 30 à 21 h et un service de soirée les vendredis et samedis soir ;
- Six lignes principales en seconde couronne, et desservant un rayon de 15 kilomètres autour de Lorient, dont le rabattement sur les lignes Triskell n'a pas été jugé pertinent, un service de soirée et le dimanche sera assuré sur certaines lignes ;
- Quatre lignes maritimes en journée, une en soirée et le dimanche et trois assurants un service estival ;
- Trois lignes express desservant des pôles de correspondances au-delà de ce rayon de 15 kilomètres, avec un nombre d'arrêts réduit, un service le dimanche est proposé sur le modèle d'un transport à la demande;
- Six lignes de rabattement en seconde et troisième couronne, un service le dimanche sera assuré sur certaines lignes ;
- Douze lignes de proximité en seconde et troisième couronne, un service de transport à la demande est présent sur certaines lignes  ;
- Une ligne des plages, en été, tous les jours ; la ligne dessert les plages des communes de Larmor-Plage, Ploemeur et Guidel
- 125 lignes spécifiques, équivalent aux « Services de proximité » existants (scolaires et dessertes spécifiques).
- Deux lignes desservant l'île de Groix

Ce nouveau réseau fait l'objet de critiques, en particulier à Gâvres où la ligne 73 est purement et simplement supprimée, ne laissant que le bateau-bus pour Port-Louis comme seule ligne de transport en commun. D'autres secteurs font l'objet de critiques : desserte de Caudan, desserte de la rue Carnot à Lorient dans le quartier de la Nouvelle-Ville, la ligne 31 qui doit être entièrement revue, l'utilisation de véhicules plus capacitaires sur la ligne 14, etc.,.
Le réseau sera ainsi adapté le 23 avril 2019, afin de répondre aux nombreuses réclamations émises par les usagers ; seule la desserte de Gâvres n'évolue pas.
Le 2 septembre 2024, le réseau évolue. Un calendrier unique pour toute l'année est mis en place avec 3 périodes : Semaine (pas de différence entre les périodes scolaires et de vacances scolaires), Samedi (toutes périodes) et Dimanches et jours fériés. De nouvelles lignes sont créées, d'autres sont optimisées et certaines sont supprimées.

## Les projets
Actuellement le seul projet d'ampleur est le renouvellement de la flotte de bus par des nouveaux bus à hydrogène et au biogaz.

### Triskell
Le projet Triskell est un BHNS de 14km dans la ville de Lorient, il a été réalisée en 2 étapes, la 1ère en 2007 et la 2nd en 2017. Le BHNS joue un rôle important en étant l'artère principale du réseau de bus, il relie le centre ville de Lorient aux villes alentours de Ploemeur, Quéven et Lanester. 

## Lignes du réseau

### Présentation
Avec la refonte du réseau le 7 janvier 2019, les lignes de bus sont hiérarchisées en 8 catégories en plus des lignes maritimes. Il y a 7 lignes maritimes et 47 lignes de bus régulières.

### Les lignes
La liste ci-dessous est un résumé de l'article détaillé Liste des lignes de bus de Lorient.

#### Lignes terrestres
Lignes à hautes fréquences (10-20min) :
- T1 : Lorient Kerguillette ↔ Lorient Gare d'Echanges ↔ Lorient Kerguillette (circulaire)

- T2 : Lorient La Base Cité de la Voile ↔ Lorient Gare d'Echanges ↔ Lanester Parc des Expositions
- T3 : Plœmeur Les Pins ↔ Lorient Gare d'Echanges ↔ Lanester Parc des Expositions
- T4 : Ploemeur Lomener Pen Palud ↔ Larmor-Plage ↔ Lorient Gare d'Echanges ↔ Quéven ↔ Guidel Z.A. de Pen Mané / Pont-Scorff Ty Nehué (1 course sur 2 sur chaque branche)
- T5 : Lorient La Base K3  ↔ Lorient Gare d'Echanges ↔ Lanester ↔ Hennebont Victor Hugo ↔ Inzinzac-Lochrist Mané-Bihan (Terminus 1 fois sur 2 à Victor Hugo)

Lignes principales (30-45min) :
- 10 : Guidel Plages ↔ Guidel ↔ Lorient Gare d'Echanges ↔ Plœmeur Kerbernes
- 11 : Lorient Port de pêche ↔ Lorient Gare d'Echanges ↔ Lanester ↔ Caudan Kério ↔ Cléguer La Croix Rouge (uniquement sur certaines courses)
- 13 : Beaux Arts ↔ Lorient Gare d'Echanges ↔ Lorient Kerulvé / Maison de la soildarité (1 course sur 2 sur chaque branche)
- 15 : Port-Louis La Pointe ↔ Riantec Kervignec
- 16 : Locmiquélic Pen Mané ↔ Port-Louis La Pointe
- 17 : Locmiquélic Pen Mané ↔ Riantec Sébastopol

Navettes Centre Ville (25min) :
- Navette 1 : Gare d'Echanges ↔ Péristyle
- Navette 2 : Gare d'Echanges ↔ Gare Maritime

Lignes de proximités (1-2h) :
- 31 : Lanester Parc des Expositions ↔ Lanester Rue du Blavet ↔ Lanester Le Resto (uniquement sur certaines courses)
- 32 : Languidic Place Guillerme ↔ Hennebont Gare SNCF
- 33 : Plœmeur Fort Bloqué ↔ Plœmeur Kerjoël
- 34 : Languidic Tréauray ↔ Hennebont Gare SNCF
- 35 : Groix Le Bourg ↔ Toute l'île (Transport à la demande)
- 37 : Plœmeur Le Couregant ↔ Plœmeur Saint-Déron

Lignes Express (1-2h) :
- 40E : Plouay Gare routière ↔ Lorient Gare d'Echanges
- 41E : Inzinzac-Lochrist Mané-Bihan ↔ Lorient Sécurité Sociale
- 42E : Languidic Kergonan ↔ Lorient Gare d'Echanges ↔ Lorient Lycées

Lignes de correspondance (2h) :
- 100 : Caudan Mairie ↔ Caudan Hôpital Charcot
- 101 : Inguinel Mairie ↔ Plouay Gare Routière
- 102 : Lanvaudan Centre ↔ Plouay Gare Routière
- 103 : Bubry Centre ↔ Plouay Gare Routière
- 104 : Bubry Centre ↔ Inzinzac-Lochrist Les Forges
- 105 : Quistinic Centre ↔ Languidic Place Guillerme
- 107 : Pont-Scorff Gendarmerie ↔ Cléguer Place du Puits
- 108 : Brandérion Kerveno ↔ Brandérion Gare SNCF
- 109 : Larmor-Plage Quehéllo-Congard ↔ Plœmeur Église
- 110 : Lanester Parc des Expositions ↔ Lanester Cinéma ↔ Lanester Parc des Expositions (circulaire)
- 111 : Lanester Parc des Expositions ↔ Lanester Parc des Expositions (circulaire desservant la Zone d’activité Caudan-Lanester)
- 113 : Groix Port Tudy ↔ Toute l'île (départ à chaque arrivée de bateau)

Lignes estivales (1h) :
- 50 : Lorient Gare d'Echanges ↔ Larmor Plages ↔ Lomener ↔ Guidel Plages ↔  Quéven Clairière (ligne des plages)

#### Lignes maritimes

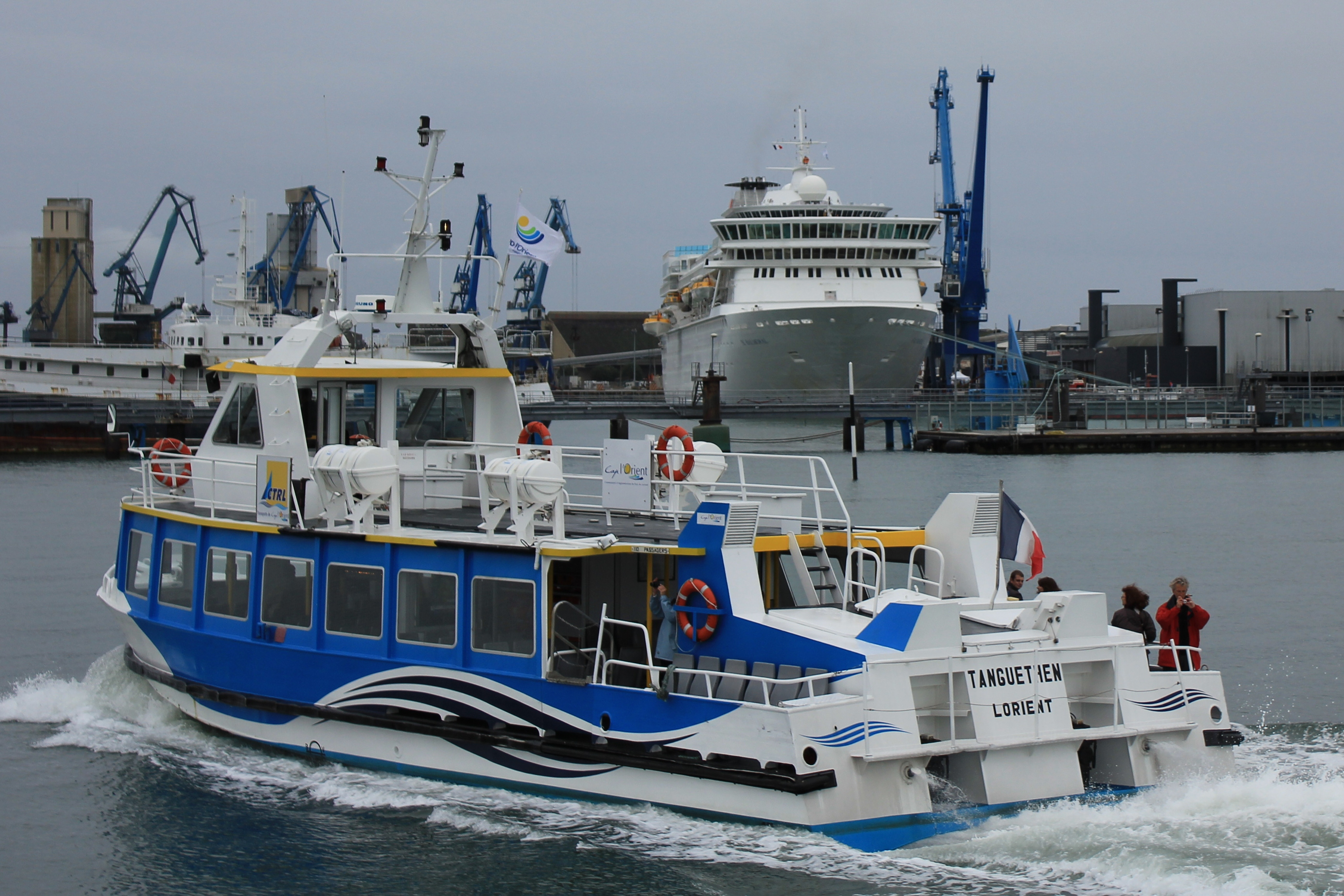
Transrade Tanguethen de la compagnie devant le port de commerce de Kergroise.

La compagnie met à disposition de ses usagers des navettes, appelées Batobus. Ces dernières font des trajets entre Lorient, Locmiquélic, Port-Louis et Gâvres toutes les 30 minutes. Les navettes sont soumises au même mode de paiement que les bus.
Avec la refonte du réseau CTRL le 7 janvier 2019, les lignes maritimes sont réorganisées comme suit, les lignes 10 à 14 sont renumérotées de B1 à B5, cette dernière remplace aussi la 14S. Les anciennes dessertes estivales 15 et 16 sont renommées B6 et B7.
Le 29 juin 2020, une nouvelle ligne estivale B8 est créée. Celle-ci est ajustée sur le marché Nocturne de Port-Louis, mais en raison de l'annulation de celui-ci, la ligne B8 ne circulera pas l'été 2020.
| Ligne | Caractéristiques | Caractéristiques                                                  | Caractéristiques                                                  | Caractéristiques                                                  | Caractéristiques                                                  | Caractéristiques                                                  | Caractéristiques                                                  | Caractéristiques                                                  | Caractéristiques                                                  |
| B1    | Locmiquélic — Pen Mané ⥋ Lorient — Quai des Indes | Locmiquélic — Pen Mané ⥋ Lorient — Quai des Indes                 | Locmiquélic — Pen Mané ⥋ Lorient — Quai des Indes                 | Locmiquélic — Pen Mané ⥋ Lorient — Quai des Indes                 | Locmiquélic — Pen Mané ⥋ Lorient — Quai des Indes                 | Locmiquélic — Pen Mané ⥋ Lorient — Quai des Indes                 | Locmiquélic — Pen Mané ⥋ Lorient — Quai des Indes                 | Locmiquélic — Pen Mané ⥋ Lorient — Quai des Indes                 | Locmiquélic — Pen Mané ⥋ Lorient — Quai des Indes                 |
| ----- | --- | ----------------------------------------------------------------- | ----------------------------------------------------------------- | ----------------------------------------------------------------- | ----------------------------------------------------------------- | ----------------------------------------------------------------- | ----------------------------------------------------------------- | ----------------------------------------------------------------- | ----------------------------------------------------------------- |
| B1    | Ouverture / Fermeture 7 janvier 2019 / — | Longueur —                                                        | Durée 8 min                                                       | Nb. d’arrêts 2                                                    | Matériel Bateau électrique Ar Vag Tredan                          | Jours de fonctionnement L, Ma, Me, J, V, S                        | Jour / Soir / Nuit / Fêtes O / N / N / N                          | Voy. / an —                                                       | Exploitant Bateaux-bus de la Rade de Lorient                      |
| B1    | Desserte : - Liaison entre Locmiquélic et Lorient. |                                                                   |                                                                   |                                                                   |                                                                   |                                                                   |                                                                   |                                                                   |                                                                   |
| B1    | Autre : - Amplitudes horaires : La ligne fonctionne du lundi au vendredi de 6 h 35 à 20 h 25 et le samedi à partir de 7 h 35 environ. - Particularités : - Services de soirée et des dimanches et fêtes : La desserte les vendredis et samedis soir ainsi que les dimanches et jours fériés sera assurée par la ligne B5 ; - Correspondances avec les bus : à Locmiquélic avec la ligne 16,17 et à Lorient avec la ligne 13. - Date de dernière mise à jour : 29 janvier 2019.                                          |                                                                   |                                                                   |                                                                   |                                                                   |                                                                   |                                                                   |                                                                   |                                                                   |
| B1    | Dernière actualisation : — |                                                                   |                                                                   |                                                                   |                                                                   |                                                                   |                                                                   |                                                                   |                                                                   |
| B2    | B2 | B2                                                                | B2                                                                | B2                                                                | B2                                                                | B2                                                                | B2                                                                | B2                                                                | B2                                                                |
| B2    | Port-Louis — La Pointe ⥋ Lorient — Port de pêche |                                                                   |                                                                   |                                                                   |                                                                   |                                                                   |                                                                   |                                                                   |                                                                   |
| B2    | Ouverture / Fermeture 7 janvier 2019 / — | Longueur —                                                        | Durée 11 min                                                      | Nb. d’arrêts 2 / 3                                                | Matériel Bateau                                                   | Jours de fonctionnement L, Ma, Me, J, V, S                        | Jour / Soir / Nuit / Fêtes O / N / N / N                          | Voy. / an —                                                       | Exploitant Bateaux-bus de la Rade de Lorient                      |
| B2    | Desserte : - Liaison entre Port-Louis et Lorient. |                                                                   |                                                                   |                                                                   |                                                                   |                                                                   |                                                                   |                                                                   |                                                                   |
| B2    | Autre : - Amplitudes horaires : La ligne fonctionne du lundi au vendredi de 5 h 30 à 20 h 10 et le samedi à partir de 7 h 15 environ. - Particularités : - Services de soirée et des dimanches et fêtes : La desserte les vendredis et samedis soir ainsi que les dimanches et jours fériés sera assurée par la ligne B5 ; - Correspondances avec les bus : à Port-Louis avec les lignes 15 et 16 et à Lorient avec les lignes 11 et Campus Express. - Date de dernière mise à jour : 29 janvier 2019.                  |                                                                   |                                                                   |                                                                   |                                                                   |                                                                   |                                                                   |                                                                   |                                                                   |
| B2    | Dernière actualisation : — |                                                                   |                                                                   |                                                                   |                                                                   |                                                                   |                                                                   |                                                                   |                                                                   |
| B3    | Locmiquélic — Sainte-Catherine ⥋ Lorient — Port de pêche | Locmiquélic — Sainte-Catherine ⥋ Lorient — Port de pêche          | Locmiquélic — Sainte-Catherine ⥋ Lorient — Port de pêche          | Locmiquélic — Sainte-Catherine ⥋ Lorient — Port de pêche          | Locmiquélic — Sainte-Catherine ⥋ Lorient — Port de pêche          | Locmiquélic — Sainte-Catherine ⥋ Lorient — Port de pêche          | Locmiquélic — Sainte-Catherine ⥋ Lorient — Port de pêche          | Locmiquélic — Sainte-Catherine ⥋ Lorient — Port de pêche          | Locmiquélic — Sainte-Catherine ⥋ Lorient — Port de pêche          |
| B3    | Ouverture / Fermeture 7 janvier 2019 / — | Longueur —                                                        | Durée 11 min                                                      | Nb. d’arrêts 2                                                    | Matériel Bateau                                                   | Jours de fonctionnement L, Ma, Me, J, V                           | Jour / Soir / Nuit / Fêtes O / N / N / N                          | Voy. / an —                                                       | Exploitant Bateaux-bus de la Rade de Lorient                      |
| B3    | Desserte : - Liaison entre Locmiquélic et Lorient. |                                                                   |                                                                   |                                                                   |                                                                   |                                                                   |                                                                   |                                                                   |                                                                   |
| B3    | Autre : - Amplitudes horaires : La ligne fonctionne du lundi au vendredi de 5 h 20 à 19 h 30 environ. - Particularités : - Correspondances avec les bus : à Lorient avec les lignes 11 et Campus Express. - Date de dernière mise à jour : 29 janvier 2019. |                                                                   |                                                                   |                                                                   |                                                                   |                                                                   |                                                                   |                                                                   |                                                                   |
| B3    | Dernière actualisation : — |                                                                   |                                                                   |                                                                   |                                                                   |                                                                   |                                                                   |                                                                   |                                                                   |
| B4    | Gâvres — Embarcadère ⥋ Port-Louis — Locmalo | Gâvres — Embarcadère ⥋ Port-Louis — Locmalo                       | Gâvres — Embarcadère ⥋ Port-Louis — Locmalo                       | Gâvres — Embarcadère ⥋ Port-Louis — Locmalo                       | Gâvres — Embarcadère ⥋ Port-Louis — Locmalo                       | Gâvres — Embarcadère ⥋ Port-Louis — Locmalo                       | Gâvres — Embarcadère ⥋ Port-Louis — Locmalo                       | Gâvres — Embarcadère ⥋ Port-Louis — Locmalo                       | Gâvres — Embarcadère ⥋ Port-Louis — Locmalo                       |
| B4    | Ouverture / Fermeture 7 janvier 2019 / — | Longueur —                                                        | Durée 6 min                                                       | Nb. d’arrêts 2                                                    | Matériel Bateau                                                   | Jours de fonctionnement L, Ma, Me, J, V, S, D                     | Jour / Soir / Nuit / Fêtes O / N / N / O                          | Voy. / an —                                                       | Exploitant Bateaux-bus de la Rade de Lorient                      |
| B4    | Desserte : - Liaison entre Gâvres et Port-Louis. |                                                                   |                                                                   |                                                                   |                                                                   |                                                                   |                                                                   |                                                                   |                                                                   |
| B4    | Autre : - Amplitudes horaires : La ligne fonctionna du lundi au vendredi de 6 h 25 à 19 h 30, le samedi à partir de 7 h 55 et les dimanches et fêtes de 9 h 20 à 19 h 50 environ. - Particularités : - Correspondances avec les bus : à Port-Louis avec les lignes 15 et 16. - Date de dernière mise à jour : 29 janvier 2019. |                                                                   |                                                                   |                                                                   |                                                                   |                                                                   |                                                                   |                                                                   |                                                                   |
| B4    | Dernière actualisation : — |                                                                   |                                                                   |                                                                   |                                                                   |                                                                   |                                                                   |                                                                   |                                                                   |
| B10   | Port-Louis — La Pointe via Locmiquélic ⥋ Lorient — Quai des Indes | Port-Louis — La Pointe via Locmiquélic ⥋ Lorient — Quai des Indes | Port-Louis — La Pointe via Locmiquélic ⥋ Lorient — Quai des Indes | Port-Louis — La Pointe via Locmiquélic ⥋ Lorient — Quai des Indes | Port-Louis — La Pointe via Locmiquélic ⥋ Lorient — Quai des Indes | Port-Louis — La Pointe via Locmiquélic ⥋ Lorient — Quai des Indes | Port-Louis — La Pointe via Locmiquélic ⥋ Lorient — Quai des Indes | Port-Louis — La Pointe via Locmiquélic ⥋ Lorient — Quai des Indes | Port-Louis — La Pointe via Locmiquélic ⥋ Lorient — Quai des Indes |
| B10   | Ouverture / Fermeture 7 janvier 2019 / — | Longueur —                                                        | Durée 24 min                                                      | Nb. d’arrêts 5 / 6                                                | Matériel Bateau                                                   | Jours de fonctionnement V, S, D                                   | Jour / Soir / Nuit / Fêtes O / O / O / O                          | Voy. / an —                                                       | Exploitant Bateaux-bus de la Rade de Lorient                      |
| B10   | Desserte : - Liaison entre Port-Louis, Locmiquélic (Pen Mané) et Lorient. |                                                                   |                                                                   |                                                                   |                                                                   |                                                                   |                                                                   |                                                                   |                                                                   |
| B10   | Autre : - Amplitudes horaires : La ligne fonctionne selon deux périodes distinctes : - les vendredis et samedis soir de 21 h 5 à 0 h 40 environ ; - les dimanches et fêtes de 9 h 30 à 19 h 45 environ. - Particularités : Remplace les lignes traversant la rade en dehors de leurs périodes de fonctionnement. - Date de dernière mise à jour : 29 janvier 2019. |                                                                   |                                                                   |                                                                   |                                                                   |                                                                   |                                                                   |                                                                   |                                                                   |
| B10   | Dernière actualisation : — |                                                                   |                                                                   |                                                                   |                                                                   |                                                                   |                                                                   |                                                                   |                                                                   |
| B6    | ? ⥋ ? | ? ⥋ ?                                                             | ? ⥋ ?                                                             | ? ⥋ ?                                                             | ? ⥋ ?                                                             | ? ⥋ ?                                                             | ? ⥋ ?                                                             | ? ⥋ ?                                                             | ? ⥋ ?                                                             |
| B6    | Ouverture / Fermeture — / — | Longueur —                                                        | Durée —                                                           | Nb. d’arrêts —                                                    | Matériel —                                                        | Jours de fonctionnement —                                         | Jour / Soir / Nuit / Fêtes — / — / — / —                          | Voy. / an —                                                       | Dépôt —                                                           |
| B6    | Desserte : — |                                                                   |                                                                   |                                                                   |                                                                   |                                                                   |                                                                   |                                                                   |                                                                   |
| B6    | Autre : |                                                                   |                                                                   |                                                                   |                                                                   |                                                                   |                                                                   |                                                                   |                                                                   |
| B6    | Dernière actualisation : — |                                                                   |                                                                   |                                                                   |                                                                   |                                                                   |                                                                   |                                                                   |                                                                   |
| B7    | Lorient — Quai des Indes ⥋ Port-Louis — La Pointe | Lorient — Quai des Indes ⥋ Port-Louis — La Pointe                 | Lorient — Quai des Indes ⥋ Port-Louis — La Pointe                 | Lorient — Quai des Indes ⥋ Port-Louis — La Pointe                 | Lorient — Quai des Indes ⥋ Port-Louis — La Pointe                 | Lorient — Quai des Indes ⥋ Port-Louis — La Pointe                 | Lorient — Quai des Indes ⥋ Port-Louis — La Pointe                 | Lorient — Quai des Indes ⥋ Port-Louis — La Pointe                 | Lorient — Quai des Indes ⥋ Port-Louis — La Pointe                 |
| B7    | Ouverture / Fermeture — / — | Longueur —                                                        | Durée —                                                           | Nb. d’arrêts —                                                    | Matériel —                                                        | Jours de fonctionnement —                                         | Jour / Soir / Nuit / Fêtes — / — / — / —                          | Voy. / an —                                                       | Dépôt —                                                           |
| B7    | Desserte : — |                                                                   |                                                                   |                                                                   |                                                                   |                                                                   |                                                                   |                                                                   |                                                                   |
| B7    | Autre : |                                                                   |                                                                   |                                                                   |                                                                   |                                                                   |                                                                   |                                                                   |                                                                   |
| B7    | Dernière actualisation : — |                                                                   |                                                                   |                                                                   |                                                                   |                                                                   |                                                                   |                                                                   |                                                                   |
| B8    | Ligne estivale | Ligne estivale                                                    | Ligne estivale                                                    | Ligne estivale                                                    | Ligne estivale                                                    | Ligne estivale                                                    | Ligne estivale                                                    | Ligne estivale                                                    | Ligne estivale                                                    |
| B8    | Port-Louis — La Pointe ⥋ Lorient — Quai des Indes |                                                                   |                                                                   |                                                                   |                                                                   |                                                                   |                                                                   |                                                                   |                                                                   |
| B8    | Ouverture / Fermeture 29 juin 2020 / — | Longueur —                                                        | Durée 33 min                                                      | Nb. d’arrêts 4                                                    | Matériel Bateau                                                   | Jours de fonctionnement Ma                                        | Jour / Soir / Nuit / Fêtes N / O / N / N                          | Voy. / an —                                                       | Exploitant —                                                      |
| B8    | Desserte : - Liaison entre Lorient (Quai des Indes, Cité de la Voile au retour), Larmor-Plage (Port de Kernével) et Port-Louis (La Pointe). |                                                                   |                                                                   |                                                                   |                                                                   |                                                                   |                                                                   |                                                                   |                                                                   |
| B8    | Autre : - Amplitudes horaires : La ligne fonctionne le mardi de début juillet à fin août de 21 h 20 à 0 h 33 environ. - Particularités : Service assuré en été uniquement ; la ligne ne dessert pas tous les embarcadères selon le service. La ligne est initialement créée en 2020 pour desservir le marché nocturne de Port-Louis remplaçant ainsi la B6 sur les services du soir. Cependant, en raison de l'annulation du marché, la ligne n'a pas encore circulé. - Date de dernière mise à jour : 24 octobre 2020. |                                                                   |                                                                   |                                                                   |                                                                   |                                                                   |                                                                   |                                                                   |                                                                   |
| B8    | Dernière actualisation : — |                                                                   |                                                                   |                                                                   |                                                                   |                                                                   |                                                                   |                                                                   |                                                                   |

#### Transport de personnes à mobilité réduite
Le réseau CTRL dispose aussi d'un service de transport à la demande pour les personnes à mobilité réduite fonctionnant tous les jours de 7 h, à partir de 9 h le week-end, et ce jusqu'à minuit, sauf les vendredis et samedis soir où le service se prolonge jusqu'à 0 h 30.

### Intermodalité
Une Correspondance avec le réseau TBK et pssible a Guidel Place Jaffr

### Identité visuelle
La Nouvelle livrée et en cours de pose.

## Exploitation

### Matériel roulant

#### RD Lorient Agglomération

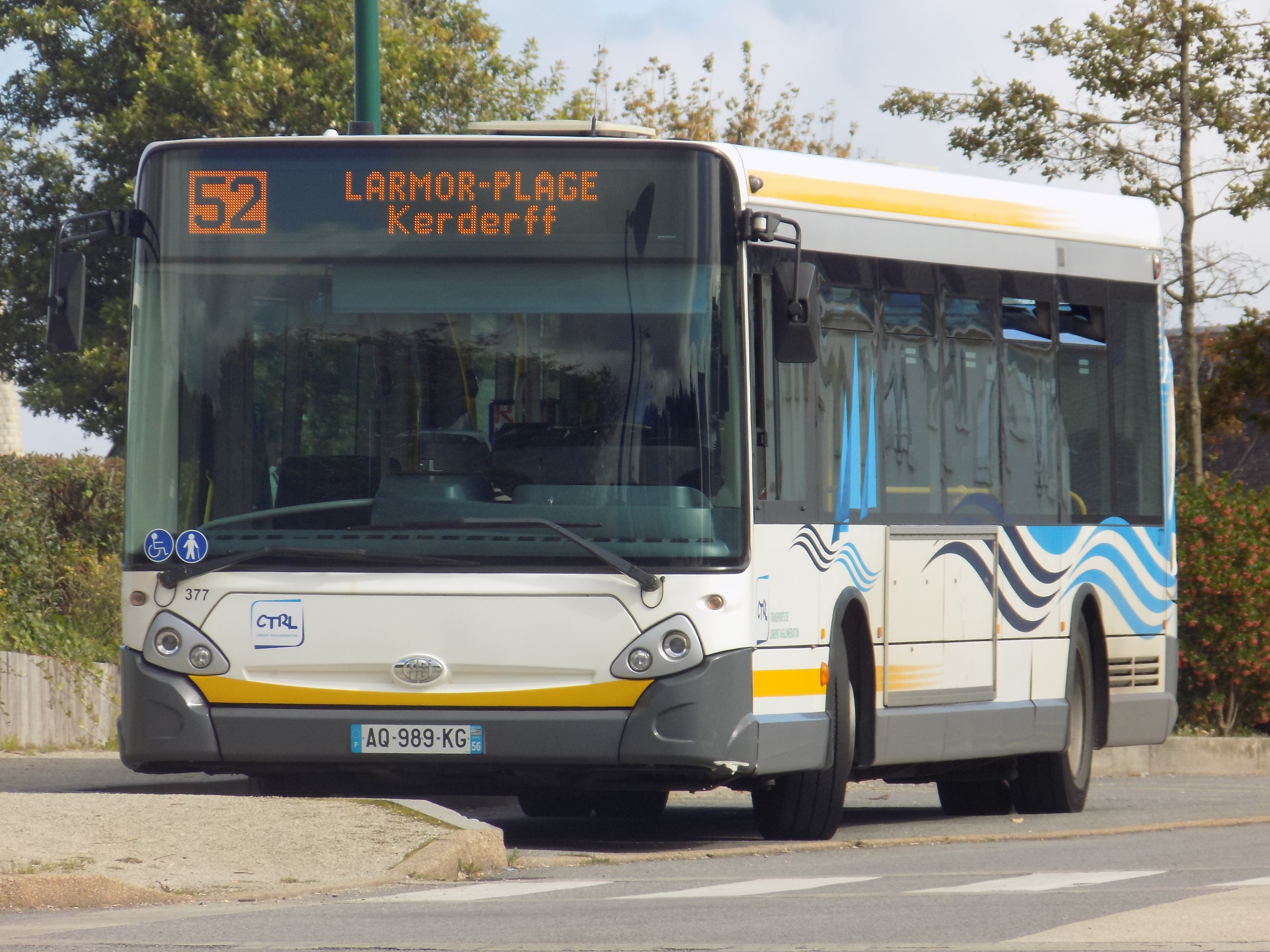
Un Heuliez GX 327, véhicule le plus présent sur le réseau

| Constructeur(s) | Modèle            | Nombre | Numéros de parc                         | Commentaire                        |
| --------------- | ----------------- | ------ | --------------------------------------- | ---------------------------------- |
| Iveco Bus       | créalis 18 GNV    | 16     | n°600 à 615                             |                                    |
| Heuliez Bus     | Heuliez Bus GX437 | 4      | n°447,n°448, n°449, n°450               |                                    |
| Iveco Bus       | Urbanway 18       | 3      | n° 430, 431, 446                        |                                    |
| Irisbus         | Citelis 18        | 10     | nos 348, 349, 352, 379, 380, 415 et 416 | no 347 : Incendie no 351 : Réformé |

| Constructeur(s) | Modèle         | Nombre | Numéros de parc                       | Commentaire                                                                        |
| --------------- | -------------- | ------ | ------------------------------------- | ---------------------------------------------------------------------------------- |
| Iveco Bus       | créalis 12 GNV | 8      | 300 - 307                             |                                                                                    |
| Heuliez Bus     | GX 337         | 26     | nos 417 - 429 et 432 - 445            | n° 445 : endommagé lors d'un accident puis réparé en 2021/22                       |
| Heuliez Bus     | GX 327         | 49     | nos 354 à 378, 381 à 400 et 410 - 413 | no 370 : équipé du pavillon Lumi'Bus (Ex-Démo) n° 414 : détruit lors d'un incendie |

| Constructeur(s) | Modèle    | Nombre | Numéros de parc | Commentaire |
| --------------- | --------- | ------ | --------------- | ----------- |
| Renault         | Master II | 1      | no 599          |             |

#### Transdev CTM

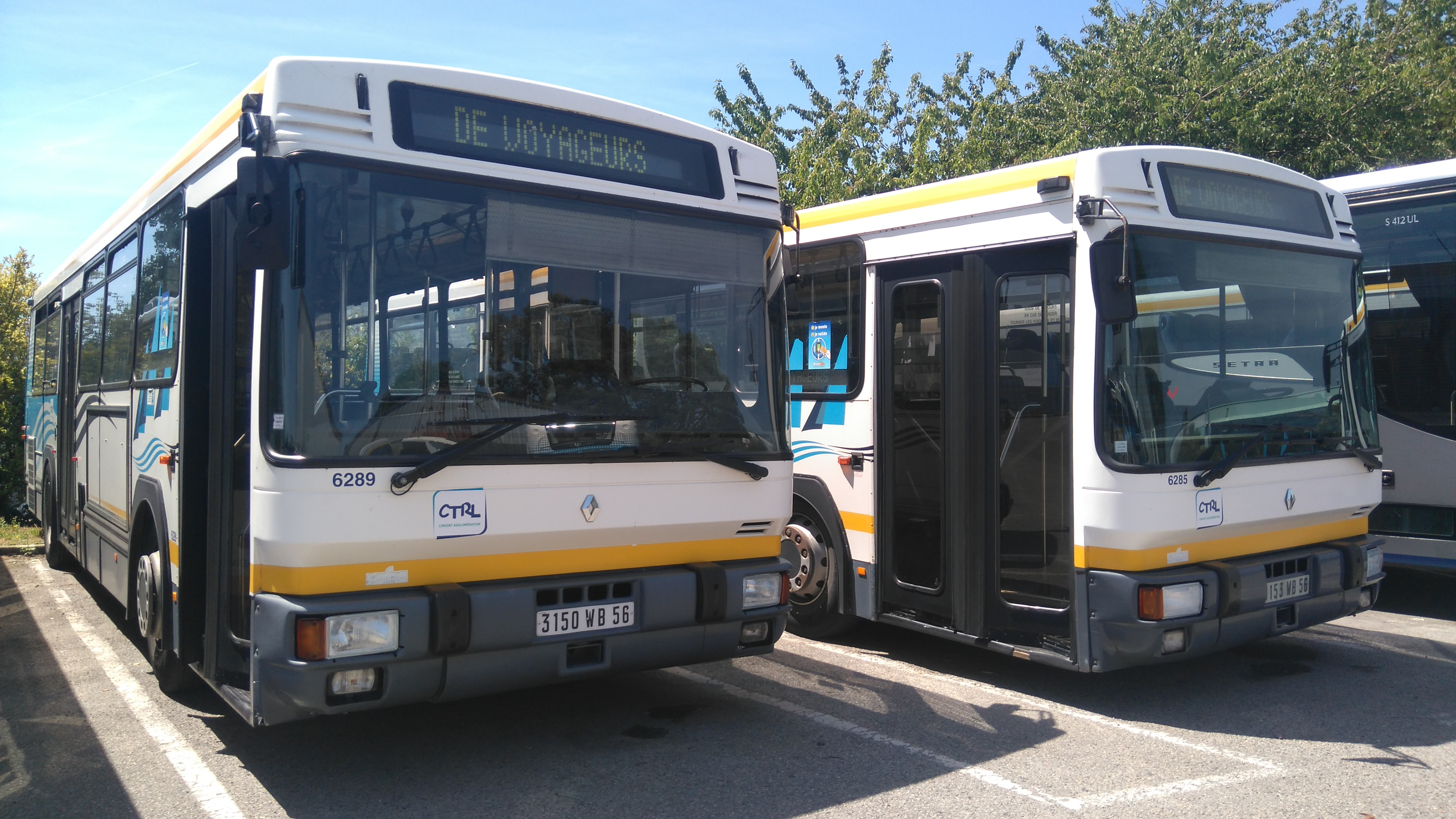
Renault PR 112

Note : CTM a racheté la société A.Ria et a repris l'ensemble de ses véhicules, les deux systèmes de numéros de parc cohabitent.
| Constructeur(s) | Modèle     | Nombre | Numéros de parc                                            | Commentaire                                |
| --------------- | ---------- | ------ | ---------------------------------------------------------- | ------------------------------------------ |
| Renault VI      | PR 112     | 2      | nos 6285 et 6289                                           |                                            |
| Renault VI      | Agora S    | 4      | nos 1012, 1013, 11359 et 11380                             | 11380 : Ex-Vannes                          |
| Renault VI      | Agora Line | 1      | no 6727                                                    |                                            |
| Irisbus         | Agora Line | 2      | nos 7091 et 7569                                           |                                            |
| Setra           | S 315 NF   | 4      | nos 0505, 0667, 7301 et 7315                               |                                            |
| Setra           | S 415 NF   | 2      | nos 0717 et 0810                                           |                                            |
| Heuliez Bus     | GX 317 €3  | 3      | nos 12017 à 12019                                          | Ex-Aix-en-Provence, sauf 12018 ex-Vannes   |
| Heuliez Bus     | GX 327     | 8      | nos 1014, 1015, 11346, 12020, 71331, 71257, 71316 et 71775 | 12020, ex-Aix-en-Provence ; 71257, ex-Démo |
| Heuliez Bus     | GX 337     | 4      | nos 71615 à 71618                                          |                                            |
| Irisbus         | Citelis 12 | 1      | no 22599                                                   |                                            |

| Constructeur(s) | Modèle   | Nombre | Numéros de parc | Commentaire                                     |
| --------------- | -------- | ------ | --------------- | ----------------------------------------------- |
| Irisbus         | Crossway | 4      | ?               | - Ex CAT 22, mise en service en septembre 2017. |

| Constructeur(s) | Modèle           | Nombre | Numéros de parc | Commentaire |
| --------------- | ---------------- | ------ | --------------- | ----------- |
| Mercedes-Benz   | Sprinter City 65 | 1      | no 71619        |             |

#### Rougé
| Constructeur(s) | Modèle    | Nombre | Numéros de parc | Commentaire            |
| --------------- | --------- | ------ | --------------- | ---------------------- |
| MAN             | SÜ 283    | 1      | aucun           |                        |
| Mercedes-Benz   | Conecto   | 1      | aucun           |                        |
| Renault VI      | Ares      | 1      | aucun           |                        |
| Irisbus         | Récréo II | 2      | aucun           | dont un de 10,6 m      |
| Kapena          | Thesi     | 1      | aucun           | Châssis d'Iveco Daily. |

| Constructeur(s) | Modèle      | Nombre | Numéros de parc | Commentaire                 |
| --------------- | ----------- | ------ | --------------- | --------------------------- |
| MAN             | Lion's City | 2      | 903 et 904      |                             |
| Irisbus         | Crossway LE | 4      | 901 et 902      | 2 urbains et 2 interurbains |

| Constructeur(s) | Modèle        | Nombre | Numéros de parc | Commentaire                |
| --------------- | ------------- | ------ | --------------- | -------------------------- |
| Vehixel         | Cytios 20     | 1      | aucun           | Châssis de Renault Master. |
| Mercedes-Benz   | Sprinter      | 2      | aucun           |                            |
| Mercedes-Benz   | Sprinter City | 2      | aucun           |                            |

#### Kerjan
| Constructeur(s) | Modèle            | Nombre | Numéros de parc | Commentaire |
| --------------- | ----------------- | ------ | --------------- | ----------- |
| Setra           | S 415 UL Business | 1      | aucun           |             |
| Fast            | Scoler Jumbo      | 1      | aucun           |             |

| Constructeur(s) | Modèle   | Nombre | Numéros de parc | Commentaire |
| --------------- | -------- | ------ | --------------- | ----------- |
| Setra           | S 315 NF | 1      | aucun           |             |
| Setra           | S 415 NF | 1      | aucun           | Ex-Lacroix  |

#### Bretagne Sud Autocars (BSA)
| Constructeur(s) | Modèle  | Nombre | Numéros de parc | Commentaire                                      |
| --------------- | ------- | ------ | --------------- | ------------------------------------------------ |
| Mercedes-Benz   | Integro | 2      | aucun           |                                                  |
| Mercedes-Benz   | Intouro | 1      | aucun           |                                                  |
| MAN             | SÜ 283  | 3      | aucun           | Un exemplaire détruit par incendie en juin 2018. |

| Constructeur(s) | Modèle      | Nombre | Numéros de parc    | Commentaire                 |
| --------------- | ----------- | ------ | ------------------ | --------------------------- |
| Mercedes-Benz   | Citaro C2   | 4      | 801, 804, 805, 806 |                             |
| MAN             | Lion's City | 2      | 802 et 803         | Dont un ancien bus de démo. |

| Constructeur(s) | Modèle      | Nombre | Numéros de parc | Commentaire |
| --------------- | ----------- | ------ | --------------- | ----------- |
| Vehixel         | Cytios 4/23 | 2      | aucun           |             |
| Vehixel         | Ligneo 23   | 1      | aucun           |             |

### Matériels navals

#### Bateaux-bus de la rade de Lorient
| Arrivée chez IZILO | Nom           | Statut     |
| ------------------ | ------------- | ---------- |
| 2013               | Ar Vag Tredan | En Panne   |
| 2022               | Kerpont       | En Service |
| 2020               | Les 2 Rives   | En Service |
| ?                  | Talhouant     | En service |
| ?                  | Tanguethen    | En service |
| ?                  | Trait d'Union | En service |

### Anciens véhicules
- Bus réformés en 2018 :                
  - 15 Heuliez GX 317 €3 (n°326 à 340)
- Bus réformés en 2016 : 
  - 1 Irisbus Citelis 18 (n°347, incendie)
  - 7 Heuliez GX 317 €2 (n°280 à 285 + n°273)
  - 5 Heuliez GX 317 €3 (n°286 à 289 et 325)
  - 2 Heuliez GX 417 (n°320 et 322)
- Bus réformés en 2014 :
  - 10 Heuliez GX 317 €2 n°270 à 279 (273 remis en circulation en septembre 2014)
- Bus réformés en 2013 :
  - 3 Heuliez GX107 n°239, 243, 244
  - 1 Van Hool AG300 n°64
  - 1 Van Hool AG700 n°63
- Bus réformés en 2011 :
  - 9 Heuliez GX107 n°229, 234 à 238, 240 à 242
  - 2 Van Hool A300 n°301 et 302
  - 2 Van Hool AG700 n°60 et 61
- Bus réformés en 2010 :
  - 10 Heuliez GX107 n°220 et 221, 224 à 228, 231 à 233
  - 1 Heuliez GX417 n°321 (Rupture de la tourelle d'articulation)
  - 2 Van Hool A500 n°148 et 149
- Bus réformés en 2008 :
  - 1 Heuliez GX187 n°39
- Bus réformés en 2007 :
  - 6 Heuliez GX107 n°217 à 219, 222 et 223, 230
  - 4 Heuliez GX187 n°38, 40 à 42
  - 3 Van Hool A500 n°145 à 147
  - 1 Van Hool AG700 n°62
  - 1 Renault PR100R n°143
  - 1 Renault PR100.2 n°177
  - 3 Renault PR180.2 n°164 à 166

### Dépôts
RD Lorient exploite 3 dépôts qui sont situés, à Lorient, Quéven et Inzinzac-Lochrist.
Le dépôt de Inzinzac-Lochrist couvre la partie Nord-Est comme pour l'exploitation de la ligne T5 et 32.
Le dépôt de Quéven couvre la partie Nord-Ouest et prend en charge principalement l'exploitation des lignes T4, 10.
Le dépôt de Lorient regroupe toutes les autres lignes dont les lignes
Le Dépôt de Locmiquélic couvre la Terre sainte ( Riantec, Port-Louis, Locmiquélic) des lignes 15, 16 et 17.

### AssociationBus An’Oriant

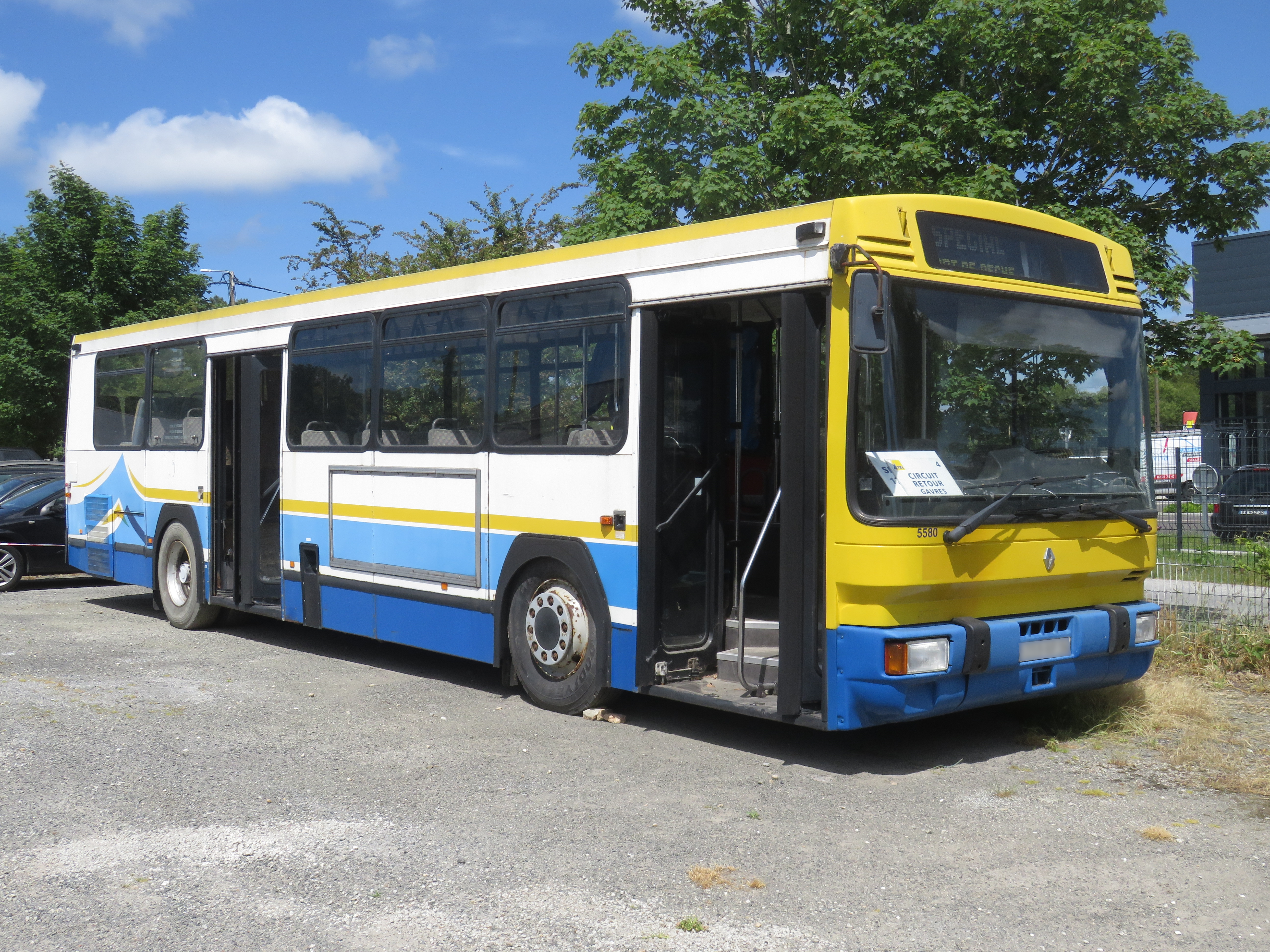
Le Renault PR112 n°5580 est préservé par l’association Bus An’Oriant depuis 2017.

Le 29 décembre 2012, une association est créée avec l’objectif de sauvegarder « un patrimoine industriel et collectif, à savoir celle de matériel de transport en commun ancien ayant marqué l'histoire de ce mode de transport. ». D’abord nommée Anciens Bus Lorientais, elle est renommée Bus An’Oriant en décembre 2017. Elle conserve un ancien autobus du réseau, un Renault PR 112, depuis novembre 2017. Ce véhicule, mis en service en novembre 1996, a circulé tout au long de sa carrière sur le réseau CTRL pour le compte d’un sous-traitant, la CTM, jusqu’à sa réforme au début de l’année 2017.